# Tifón Rai
El tifón Rai, conocido en Filipinas como tifón Odette, fue un ciclón tropical catastrófico, poderoso y mortal que azotó Filipinas. Rai se convirtió en el primer supertifón equivalente a Categoría 5 que se desarrolló en el mes de diciembre desde Nock-ten en 2016, y el tercer supertifón de categoría 5 registrado en el Mar de China Meridional, después de Pamela en 1954 y Rammasun en 2014. La segunda tormenta tropical, el noveno tifón y el quinto súper tifón de la temporada de tifones del Pacífico de 2021, el sistema se originó a partir de una perturbación tropical cerca del ecuador el 10 de diciembre, formándose cerca del sitio de otra área de baja presión que se había disipado en el pasado. día. Las condiciones alrededor del sistema fueron favorables para un mayor desarrollo, y lentamente se convirtió en una depresión tropical el 12 de diciembre. El mismo día, el Centro Conjunto de Alerta de Tifones de los Estados Unidos (JTWC) emitió una Alerta de Formación de Ciclones Tropicales (TCFA) sobre la consolidación de la depresión. Se produjo una mayor intensificación, y Rai se convirtió en tormenta tropical al día siguiente, antes de pasar al sur del atolón Ngulu. Después de pasar cerca de Palau e impactar a la nación isleña, Rai ingresó al Área de Responsabilidad de Filipinas (PAR) en la noche del 14 de diciembre, donde la PAGASA lo llamó "Odette". Al día siguiente, tanto la JMA como la JTWC elevaron la intensidad del sistema a un tifón equivalente a Categoría 1 de gama baja, mientras seguía apareciendo un ojo. Mientras se acercaba a Filipinas, Rai inesperadamente se intensificó rápidamente hasta convertirse en un súper tifón de categoría 5 justo antes de su primera llegada a tierra en Siargao. Luego se debilitó lenta pero constantemente a medida que atravesaba Visayas, saliendo al mar de Sulu. Después de tocar tierra por última vez en Palawan, Rai continuó debilitándose antes de volver a intensificarse inesperadamente en un tifón equivalente a la categoría 5 el 18 de diciembre, mientras se acercaba a Vietnam. Al día siguiente, Rai inició otra fase de debilitamiento.
Se emitieron advertencias de ciclones tropicales para áreas en Filipinas y partes de las Islas Carolinas a medida que se desarrollaba Rai. Los primeros boletines fueron emitidos por PAGASA para Rai, a partir del 12 de diciembre debido a la persistente trayectoria del sistema hacia el país. A medida que la tormenta se acercaba al país, se cancelaron los viajes por tierra, junto con los vuelos y las operaciones de ferry. Se instó a las personas que vivían cerca de las zonas costeras y en el camino de la tormenta a evacuar. Los barcos pesqueros también fueron amarrados a un lugar seguro y muchas provincias de las Visayas comenzaron a prepararse para la peor parte de la tormenta. PAGASA también emitió señales de tormenta, enfocándose primero en partes de Visayas y Mindanao, antes de expandirse aún más al sur de Luzón. El Departamento de Bienestar Social y Desarrollo (DSWD) también preparó paquetes de alimentos y no alimentos para los evacuados, junto con fondos de reserva por valor de cerca de $ 15,000. Se llevaron a cabo evacuaciones forzadas a medida que Rai se acercaba más al país, y algunas personas en la región de Bicol fueron advertidas de posibles lahares del volcán Mayon. Un festival en Antique también se vio afectado, junto con campañas de vacunación en las regiones afectadas. Los barcos pesqueros de las zonas costeras de Vietnam se trasladaron a un lugar seguro mientras miles de personas se preparaban para ser evacuadas debido a la tormenta. Los servicios de vuelo se interrumpieron y las cosechas se recogieron temprano..
Mientras Rai azotaba Filipinas, las fuertes lluvias y los vientos fuertes y racheados afectaron varias áreas alrededor del camino de la tormenta. Muchas áreas de Visayas y Mindanao se quedaron sin electricidad y varias provincias y áreas se vieron privadas aún más de servicios de comunicación. Los árboles caídos obstruyeron muchas carreteras y las inundaciones fueron un problema importante en las regiones afectadas, particularmente en Bohol, donde la tormenta fue descrita como "una de las peores para la provincia". Los ríos también se desbordaron a través de Cagayán de Oro, mientras que numerosos edificios sufrieron daños. Se informó que la ciudad de Surigao quedó completamente dañada y se pidió ayuda. Bohol también pidió ayuda al gobierno debido a los daños que Rai trajo al área. Se ha colocado un estado de calamidad en la provincia y Cebú. Hasta el momento, han muerto 392 personas, una gran parte de las cuales proceden de la isla de Bohol, gravemente afectada. Se proyectó que los daños en la ubicación mencionada anteriormente valdrían $ 5 mil millones ($ 100 millones), los de Siargao se estimaron en $ 20 mil millones ($ 401 millones) y los de Negros Occidental se estimaron en $ 5,9 mil millones ($ 118 millones). ). Según las Naciones Unidas, se espera que 13 millones de personas se vean afectadas en Filipinas. Al menos 515 están heridos, 56 desaparecidos. Muchas instalaciones públicas y privadas también resultaron dañadas como resultado de la tormenta.

## Historia meteorológica
A las 06:00 UTC del 9 de diciembre, el Centro Conjunto de Alerta de Tifones (JTWC) comenzó a monitorear un área de convección de baja latitud en el Océano Pacífico a 4.6 ° N 142.4 ° E, ubicada a unas 350 millas náuticas (650 km; 400 mi ) al estesureste de Palau. La agencia identificó una circulación amplia, con convección llamativa sobre ella. La circulación tenía un ambiente marginal con cizalladura del viento de baja a moderada, salida regular y temperaturas cálidas en la superficie del mar. Sin embargo, a pesar de su entorno dado, la perturbación no se intensificó y se disipó a las 06:00 UTC del día siguiente. Otra nueva área de baja presión se formó el 10 de diciembre, cerca de la ubicación de la perturbación anterior. El análisis del sistema reveló un centro de circulación de bajo nivel degradado y desorganizado. Las posiciones fijadas a las 02:30 UTC del 11 de diciembre determinaron que su centro se había desplazado hacia el norte sobre un canal de superficie en desarrollo, mientras que se producían ráfagas convectivas alrededor del sistema. Un paso ASCAT presentado debajo de vientos huracanados en su cuadrante noroeste.
La Agencia Meteorológica de Japón (JMA) primero actualizó el sistema a una depresión tropical con vientos de 55 km / h (35 mph),  a las 00:00 UTC del día siguiente, seguido por el JTWC mejorando el las posibilidades de que la tormenta se desarrolle a "altas" y, posteriormente, emita un TCFA. A las 03:00 UTC del 13 de diciembre, el JTWC actualizó el sistema a una depresión tropical débil, basada en gran medida en las calificaciones de Dvorak de T1.5. Nueve horas después, la JMA clasificó el sistema como tormenta tropical según las calificaciones de Dvorak y nombró a la tormenta Rai. No fue hasta las 15:00 UTC de ese día cuando el JTWC actualizó a Rai a tormenta tropical, ya que comenzó a rastrear hacia el noroeste. Tres horas después, Rai comenzó a pasar al sur del estado de Ngulu, mientras continuaba intensificándose y organizándose. El 14 de diciembre en la madrugada, el sistema fue actualizado a una tormenta tropical severa por la JMA. Rai then started to slightly strengthen as it turned northwestwards, away from the Philippine archipelago. A las 09:00 UTC, el JTWC notó que las cimas de las nubes del sistema se calentaron; sin embargo, se organizó aún más mientras se dirigía hacia el pequeño país insular de Palau. La tormenta entró en el Área de Responsabilidad de Filipinas alrededor de las 11:00 UTC (19:00 PHT) y fue nombrada Odette por la PAGASA. Cuatro horas más tarde, Rai comenzó a exhibir un ojo que se vio por primera vez en imágenes de microondas. El JMA mejoró aún más el sistema a un tifón al día siguiente, seguido por el JTWC tres horas más tarde cuando Rai comenzó a tomar un movimiento hacia el oeste bajo la influencia de una cordillera subtropical al norte. Se produjo una intensificación constante en Rai mientras se movía cerca del país, alcanzando una intensidad de tifón equivalente a Categoría 1 de alto nivel a las 15:00 UTC. En este momento, el JTWC solo pronosticó una recalada equivalente a una tormenta de categoría 2.

## Preparaciones

### Micronesia
Tras la intensificación del sistema en una depresión tropical, el Servicio Meteorológico Nacional de EE. UU. Emitió una alerta de tifón en Tiyan, Guam, en Koror y Kayangel mientras se colocaba una advertencia de tormenta tropical para el atolón Ngulu. La isla de Yap también fue puesta bajo vigilancia de tormenta tropical. Esto se actualizó aún más en una advertencia de tifón para Palau a medida que Rai se intensifica aún más. Las alertas para Ngulu y Yap se cancelaron por primera vez a las 09:00 UTC del 14 de diciembre y seis horas después, la advertencia de tifón también se canceló para Palau.

### Filipinas
La PAGASA comenzó a emitir avisos de ciclones tropicales el 12 de diciembre, dada la trayectoria prevista de la tormenta. En su primer aviso, PAGASA pronosticó la posibilidad de que la Señal # 4 se eleve sobre las regiones de Visayas y Mindanao, y luego se reduzca a la Señal # 3. La PAGASA también pronosticó vientos de hasta 155 km / h (96 mph) antes de tocar tierra. El 14 de diciembre, se emitieron señales de tormenta en Caraga y Visayas del Este cuando la tormenta entró en el Área de Responsabilidad de Filipinas. A partir de la noche del 13 de diciembre, los viajes terrestres con destino a Visayas, Mindanao, la provincia de Masbate y Catanduanes fueron cancelados de acuerdo con una solicitud aprobada de la Oficina de Defensa Civil del país. La Oficina de Transporte Terrestre también impuso las mismas restricciones de viaje en Mindanao y Luzón como medida de precaución. También se prohíbe a todo tipo de embarcaciones salir de los puertos del país si se levanta alguna Señal de Tormenta. La guardia costera del país también instó a los pescadores que vivían cerca de las zonas costeras a que abandonaran sus hogares "lo antes posible". Otras provincias filipinas como Bohol y Aklan también estaban preparadas para posibles cancelaciones de trabajos y locales de evacuación en lo que respecta a la tormenta. Las cabañas flotantes en la ciudad de General Santos, así como los barcos de pesca, fueron llevados a la orilla y a salvo. Las operaciones de vacunación en las posibles áreas afectadas se suspendieron antes del 20 al 22 de diciembre. El Departamento de Bienestar Social y Desarrollo (DSWD) del país también preparó más de 23.642 paquetes de alimentos para los evacuados, más de 18.665 artículos no comestibles y más de ₱ 752.250 (US $ 14.950) en fondos de reserva. La aerolínea Cebu Pacific también suspendió tres vuelos en el país.
El Consejo Nacional de Gestión y Reducción del Riesgo de Desastres (NDRRMC) también instó a más de 10,000 personas en barangays en Mindanao, Visayas y más al norte en el sur de Luzón a abandonar sus hogares de inmediato. Toda la Región de Bicol también estuvo en alerta roja a partir del 14 de diciembre. Las autoridades superiores allí también advirtieron a su población de posibles deslizamientos de tierra y flujo de lahar del volcán Mayon. Cebú también se encontraba en un "estado de preparación" debido a la tormenta. Además, muchas personas, de las cuales la mayoría se dirige a la Región de Bicol en el Intercambio Terminal Integrado de Parañaque (PITX) también quedaron varadas debido a las suspensiones de transbordadores. Capiz ya inició evacuaciones voluntarias en este momento, primero centradas en las personas que viven en las zonas costeras. Liloan, Cebu, también inició evacuaciones forzosas en la tarde del 15 de diciembre. Varios vuelos a Visayas y Mindanao desde el aeropuerto internacional Ninoy Aquino también se retrasaron, reprogramaron y / o cancelaron, principalmente desde las anteriores Cebu Pacific, Philippine Airlines y Airasia. También se interrumpieron algunas clases presenciales en las zonas afectadas. También se quitaron muchas vallas publicitarias en Bohol y el festival anual Binirayan en Antique fue cancelado debido a Rai. La ciudad de Surigao ya estaba empapada por las lluvias de Odette en la tarde del 15 de diciembre, incluidas todas las Visayas orientales. Miles de evacuados se apresuraron a refugiarse en refugios de seguridad en el área, mientras que en un caso se llenaron. También se colocaron sacos de arena sobre algunas casas en la ciudad de Tacloban en Leyte y muchas personas se apresuraron a entrar en una tienda de comestibles en Alangalang para apilar suministros esenciales.
Cuatro horas después, Rai ingresó al PAR, la PAGASA comenzó a izar la Señal de Advertencia de Ciclón Tropical Número 1 para el sureste de Samar Oriental y sobre las provincias de Surigao, incluidas las islas Dinagat. Esto se extendió aún más a algunas provincias de las Visayas centrales y más al sur de Mindanao, hasta Agusan del Sur. La señal número 2 se colocó aún más para las provincias de Surigao y más en algunas partes de Visayas cuando Odette se intensificó aún más en un tifón, y la número 1 se extendió aún más hacia la parte restante de la región y las provincias de Mimaropa y del sur de Tagalog. La mayor intensificación de la tormenta llevó a PAGASA a elevar la advertencia de la señal número 3 en algunas partes de Caraga y, cuando Rai experimentó una rápida intensificación, en el este de Visayas antes de que se activara la señal número 4 en esas áreas. El 15 de diciembre, militantes del Nuevo Ejército Popular atacaron a tropas que evacuaban a residentes en Surigao del Sur antes de la tormenta, matando a tres civiles.

### Vietnam
Cuando Rai se acercó a Vietnam después de despejar Filipinas, los funcionarios celebraron una reunión en la que más de 243,254 casas en ocho provincias vietnamitas fueron identificadas como "inseguras", mientras que los agricultores cosecharon arroz en preparación para la tormenta. Las operaciones de vuelo de Vietnam Airlines también se detuvieron debido al tifón, mientras que el equipo marino, en particular los barcos de pesca, se trasladó a las costas como medida de precaución. La isla Lý Sơn también se preparó para evacuar a más de 7.800 personas. También se prepararon remolcadores en caso de emergencias marinas sobre el Mar de China Meridional. También se prepararon paquetes de medicinas y alimentos, mientras que se aseguraron las casas en las áreas que se prevé que serán afectadas por Rai. También se preparó a 305.000 personas para ser evacuadas de Quảng Bình a Bình Thuận. También se pronosticaron fuertes lluvias, vientos fuertes y olas bravas.

## Impacto

### Filipinas
Rai causó daños graves y generalizados en todo el sur de Filipinas, matando al menos a 392. Se estimó que el tifón causó daños por valor de al menos 30.900 millones de dólares (619 millones de dólares) en Filipinas. Más de 100.000 personas fueron trasladadas a terrenos más altos cuando se produjeron las inundaciones. Los fuertes vientos y las fuertes lluvias también afectaron a Guiuan, en el este de Samar, con fuertes olas azotando las costas de la provincia, según un corresponsal de noticias de 24 Oras. La misma situación también se sintió en la totalidad de las Visayas occidentales. Cuando Rai impactó a Liloan en Leyte del Sur, un área allí fue descrita como "cortada", lo que indica que no había electricidad ni medios de comunicación en el lugar. Un reportero de GMA News que recuerda su experiencia dentro de la tormenta informó que el edificio donde su equipo sufrió daños considerables, comparándolo con el tifón Haiyan en términos de ferocidad. Sus vehículos también sufrieron daños por la tormenta. Después de que la tormenta pasó sobre la zona, se informó que todo el municipio quedó aislado. Muchas provincias de Mindanao también se vieron gravemente afectadas por el tifón. En Cagayán de Oro, a pesar de las corrientes de agua, los equipos de rescate continuaron salvando a muchas personas en sus casas de las inundaciones. Una casa fue fuertemente destruida por los fuertes vientos de Odette en Agusan del Norte, mientras que una barcaza de origen desconocido quedó varada por las olas de la tormenta en una costa, todavía en la provincia. La marejada ciclónica también afectó los bulevares costeros de Surigao del Norte mientras que el río Mandulog de Iligan se desbordó. El incidente fue un horror para muchos residentes allí, debido al mismo efecto que trajo la tormenta tropical Washi en 2011. Más al sur, también provocó fuertes olas sobre Cateel. El río Cagayán de Oro también se desbordó, lo que provocó que varias viviendas quedaran casi completamente inundadas. La primera víctima mortal de la tormenta se informó en Iloilo, donde una mujer murió aplastada en su casa por un árbol de bambú.
Otras evaluaciones del NDRRMC informaron al menos 12 muertos debido al tifón en las áreas afectadas, mientras que siete personas estaban desaparecidas. Una reunión informativa con el presidente filipino Rodrigo Duterte tuvo lugar la noche del 17 de diciembre, donde la agencia señaló que muchas provincias también estaban pidiendo ayuda, especialmente Cebú. El gobernador de Surigao también observó que más del 99 por ciento de los habitantes de Surigao se vieron afectados. Las operaciones aéreas también fueron realizadas por la Guardia Costera de Filipinas, donde vieron la devastación total de la isla. También se informó que la zona había sido aislada de cualquier medio de transporte, excepto el aire. El gobierno también estimó que los daños ascendían a 20.000 millones de dólares (401 millones de dólares). Las islas Dinagat también fueron destruidas debido a que Rai, y su gobernadora Arlene Bag-ao también solicitó ayuda al gobierno y dijo que las islas estaban "arrasadas por el suelo". Se estimó que el 95 por ciento de las casas habían perdido sus techos y los refugios de emergencia fueron destruidos. Casi todas las Visayas se han quedado sin electricidad, según el Departamento de Energía (DOE). Al menos 332.000 personas fueron evacuadas de sus hogares. La tormenta afectó áreas que aún se estaban reconstruyendo debido a las tormentas a fines del año pasado. Al menos 140.000 personas se vieron gravemente afectadas y las Naciones Unidas estimaron que 13 millones se vieron afectadas de alguna manera. Fotografías aéreas publicadas por los militares mostraron que el general Luna fue destruido por el tifón. A medida que se examinaron las áreas devastadas, el número de muertos aumentó a 75, la mayoría de los cuales eran de Bohol. 12 fueron reportados además para el 19 de diciembre, lo que hace que el número de víctimas sea 87 a partir de ese día. Un deslizamiento de tierra también provocó la muerte de cinco personas y dejó seis desaparecidos, de un total de 11, lo que elevó aún más el número de víctimas a 92.  Sin embargo, Associated Press indicó que más de 112 murieron durante la tormenta. 78 embarcaciones marinas en Cebú también experimentaron contratiempos en el mar, según el PCG, mientras que más de 4.000 casas en Leyte del Sur fueron destruidas debido a la marejada ciclónica inducida por la tormenta. En el norte de Palawan, donde Rai tocó tierra por última vez antes de despejar el país, muchas casas fueron derribadas y los árboles obstruyeron varias carreteras. Muchos lugares de la provincia, incluida la ciudad principal de Puerto Princesa, se quedaron sin electricidad, suministro de agua ni señales de comunicación. 488,000 personas han sido desplazadas, 428,000 están en centros de evacuación, 41 áreas se han inundado, 28,000 casas han sido dañadas, 227 municipios experimentaron cortes de energía y 135 tuvieron problemas de telecomunicaciones. Se estimó que el 9% tenía sus cortes solucionados, mientras que el 70% se restableció la comunicación.

### Vietnam
Rai causó estragos en las islas controladas por vietnamitas en las islas Spratly. Una torre de observación en Southwest Cay registró vientos sostenidos de hasta 180 km / h (110 mph) y una ráfaga de 200 km / h (120 mph) durante la tarde del 18 de diciembre antes de ser derribada. La tormenta destruyó 500 metros cuadrados de tejas de casas civiles, 27 baterías solares, 400 metros cuadrados de tierras de cultivo y derribó el 90% de los árboles de la isla; no se reportaron víctimas allí. Rai comenzó a azotar la costa central de Vietnam por la noche, con vientos en varias provincias con un promedio de 65 a 90 km / h (40 a 56 mph). Se desataron fuertes lluvias en Thừa Thiên - Huế a Khánh Hòa, con informes que muestran un promedio de 100 a 200 mm (3,9 a 7,9 pulgadas) de lluvia; algunos lugares registraron hasta 300 mm (12 pulgadas) de lluvia. En la provincia de Nghệ An, se informó de la desaparición de dos miembros de la tripulación de un barco pesquero en las aguas frente a la isla Bạch Long Vĩ. El 19 de diciembre, se informó de la muerte de una persona (pescador) en Tuy Phong, cinco barcos volcaron y otros tres resultaron dañados frente a las costas de Bình Thuận. Las fuertes olas de la tormenta dañaron y destruyeron 90 manadas de langostas en la isla Bình Hưng, Cam Ranh, donde las pérdidas se estiman en más de 200 mil millones de VND ($ 8,72 millones).

## Consecuencias
La cobertura del tifón en las redes sociales fue mucho menor de lo esperado el día después de Rai. Se temía que los efectos del tifón empeoraran los posibles efectos de la variante COVID-19 Omicron recién surgida. El DSWD explicó además que ya se habían preparado más de 900 millones de dólares ($ 18 millones) en fondos de reserva para las personas afectadas por Odette. La comida y el agua fueron escasos para los afectados por la tormenta.También se temía que se interrumpiera el almacenamiento de vacunas COVID-19 y kits de vacunas debido a cortes de energía. Si bien hubo informes de desperdicio de vacunas debido al tifón, el Departamento de Salud aseguró que el impacto del tifón fue mínimo. Inmediatamente después de la tormenta, los aspirantes a la presidencia para las elecciones de 2022 establecieron operaciones de socorro y recuperación para las víctimas de la tormenta, particularmente en Samar y Leyte. Las principales redes de telecomunicaciones del país informaron sobre interrupciones en las comunicaciones en Visayas y Mindanao, pero aseguraron que sus respectivos equipos están tratando de restablecer los servicios. Otras unidades del gobierno local enviaron ayuda a las áreas severamente afectadas por el tifón.
El 17 de diciembre, las provincias de Cebu y Bohol quedaron en estado de calamidad debido a los daños generalizados. El presidente filipino, Rodrigo Duterte, anunció que realizará una gira por Leyte, Surigao, Bohol y Cebu para comprobar la situación allí. El gobierno nacional prometió fondos de recuperación de hasta ₱ 2 mil millones ($ 40 millones) para las áreas afectadas por la tormenta. Duterte comenzó a recorrer la ciudad de Surigao, Siargao, Maasin y las islas Dinagat el 18 de diciembre. Los equipos de ayuda no pudieron ingresar a ciertas áreas afectadas debido al anegamiento, los escombros y otros obstáculos.Se desplegaron miles de personal de emergencia. Dos personas murieron por deshidratación después de que Rai falleciera.